# 小核
小核（英語：Micronucleus）是指原生动物纤毛虫类细胞中含有的两个核中较小的那个核，具有遗传功能。

## 其他意义
微核（英語：Micronucleus）是细胞的染色体发生断裂后，细胞进入下一次分裂时，染色体片段不能随有丝分裂进入子细胞，而在细胞质中形成直径小于主核的、嗜色与主核一致、完全与主核分开的圆形或椭圆形核。微核效应（英語：Micronucleus effect）就是环境中的有毒物导致染色体结构变化或纺锤体功能失调而形成微核的作用。因此，微核试验（英語：Micronucleus test）就是检测某种化学物质对染色体或有丝分裂器损伤的一种基因毒性试验方法。